# Dwight Lyman Moody

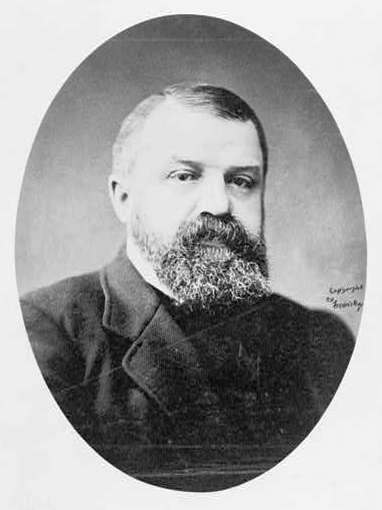

Dwight Lyman Moody, född 5 februari 1837 i Northfield i Massachusetts, död 22 december 1899 i Northfield i Massachusetts, var en amerikansk väckelsepredikant. Han var svärfar till Mary Moody.
Moody började som butiksbiträde i Boston. 1856 öppnade han efter en religiös väckelse en söndagsskola i Chicago och medverkade energiskt inom storstadsmissionen. Väldiga skaror samlade till hans och hans medhjälpare Ira David Sankeys väckelsemöten, och Moody blev en av huvudgestalterna inom de stora amerikanska väckelserörelserna på 1870-talet. Genom resor till England och Skottland bidrog han även till att sprida dessa väckelserörelser till Europa.
Moody grundade The Moody Church, Northfield School och Mount Hermon School i Massachusetts. Han grundade även Moody Bible Institute och Moody Publishers.
Genom sin svenske lärjunge, väckelsepredikanten Fredrik Franson fick han stort inflytande i svensk frikyrklighet vid tiden strax före sekelskiftet 1900.